# ویشواودهاتا
ویشواودهاتا (به هندی: Vishwavidhaata) یا جهانی بودن فیلمی محصول سال ۱۹۹۷ و به کارگردانی فاروغ صدیقی است. در این فیلم بازیگرانی همچون جکی شروف، عایشا جولکا، شاراد کاپور، پوجا باترا، اشیش ویدیارتی، آرجون ایفای نقش کرده‌اند.